# جاكلين هان
جاكلين هان (بالألمانية: Jacqueline Hahn)‏ هي دراجة نمساوية، ولدت في 21 يوليو 1991 في إنسبروك في النمسا.

## وصلات خارجية
- جاكلين هان على موقع الاتحاد الدولي للدراجات (الإنجليزية)
- جاكلين هان على موقع أرشيف الدراجات (الإنجليزية)
- جاكلين هان على موقع إحصائيات الدراجات الإحترافية (الإنجليزية)
- جاكلين هان على موقع نسبة الدراجات (الإنجليزية)